# Nati nel 1925/Aprile
| Questa pagina contiene informazioni ricavate automaticamente dalle voci biografiche con l'ausilio del template Bio e di un bot. L'aggiornamento è periodico e automatico e ricostruisce completamente la pagina. Se manca una persona in questa lista, sei pregato di non aggiungerla, ma accertati piuttosto che la sua voce biografica contenga il template Bio e che i dati anagrafici siano correttamente compilati. Se il template Bio manca, inseriscilo tu stesso o, in alternativa, metti l'avviso {{tmp\|Bio}} che ne segnala la mancanza. Se i dati riportati sono sbagliati, correggi direttamente la voce biografica; le modifiche saranno visibili in questa lista entro pochi giorni. Per chiarimenti vedi il progetto biografie. La lista contiene solo le 171 persone che sono citate nell'enciclopedia e per le quali è stato implementato correttamente il template Bio. Pagina aggiornata al 18 ago 2025. |

- 1º aprile - Secondo Bignardi, disegnatore e animatore italiano († 1998)
- 1º aprile - Anna Branzoni, cestista e allenatrice di pallacanestro italiana († 1961)
- 1º aprile - Sala Burton, politica statunitense († 1987)
- 1º aprile - Franco Giacchero, ciclista su strada italiano († 2012)
- 1º aprile - Wojciech Has, regista e sceneggiatore polacco († 2000)
- 1º aprile - Piero Livi, regista italiano († 2015)
- 1º aprile - Charles Ortega, artista francese († 2006)
- 1º aprile - Francesco Sobrero, politico italiano († 2012)
- 1º aprile - Antonio Spallino, schermidore e politico italiano († 2017)
- 1º aprile - Sergio Vacchi, pittore italiano († 2016)
- 2 aprile - Bob Gale, cestista statunitense († 1975)
- 2 aprile - George MacDonald Fraser, scrittore britannico († 2008)
- 2 aprile - Franco Rizzotti, pugile e militare italiano († 1988)
- 3 aprile - Tony Benn, politico, scrittore e attivista britannico († 2014)
- 3 aprile - Vittorino Colombo, politico e imprenditore italiano († 1996)
- 3 aprile - Åke Falck, regista e attore svedese († 1974)
- 3 aprile - Jan Merlin, attore statunitense († 2019)
- 3 aprile - Artur Vaz, calciatore portoghese († 2009)
- 4 aprile - Maria Assunta Alexandroff Bassi, scrittrice italiana († 2012)
- 4 aprile - Dorothy Alison, attrice australiana († 1992)
- 4 aprile - Dettmar Cramer, allenatore di calcio tedesco († 2015)
- 4 aprile - Miguel Câmara Filho, arcivescovo cattolico brasiliano († 2018)
- 4 aprile - Serge Dassault, ingegnere, imprenditore e politico francese († 2018)
- 4 aprile - Emmett Williams, poeta e artista statunitense († 2007)
- 5 aprile - Ettore Benassi, politico e sindacalista italiano († 1992)
- 5 aprile - Giuseppe Botta, politico italiano († 2008)
- 5 aprile - Alfredo Carlo Moro, magistrato italiano († 2005)
- 5 aprile - Pierre Nihant, pistard belga († 1993)
- 6 aprile - Helga Deen, polacca († 1943)
- 6 aprile - Lino Landolfi, fumettista italiano († 1988)
- 6 aprile - Alberto Pérez Zabala, calciatore spagnolo († 2014)
- 7 aprile - Doe Avedon, attrice statunitense († 2011)
- 7 aprile - Edward S. Herman, economista statunitense († 2017)
- 7 aprile - Hans-Joachim Heusinger, politico tedesco orientale († 2019)
- 7 aprile - Birthe Lemberg, pallamanista e cestista danese († 2002)
- 7 aprile - Roger Lécureux, fumettista francese († 1999)
- 7 aprile - Mangkunegara VIII, sovrano indonesiano († 1987)
- 7 aprile - Jan van Roessel, calciatore olandese († 2011)
- 8 aprile - Lidia Beccaria Rolfi, scrittrice italiana († 1996)
- 8 aprile - Tage Henriksen, canottiere danese († 2016)
- 8 aprile - Renato Zangheri, politico e storico italiano († 2015)
- 9 aprile - Frank Borghi, calciatore statunitense († 2015)
- 9 aprile - Virginia Gibson, attrice statunitense († 2013)
- 9 aprile - Art Kane, fotografo statunitense († 1995)
- 9 aprile - Heinz Nixdorf, informatico e imprenditore tedesco († 1986)
- 9 aprile - Pupuke Robati, politico cookese († 2009)
- 10 aprile - Franco Flamini, cestista, allenatore di pallacanestro e giornalista italiano († 2014)
- 10 aprile - Vincenzo Gamna, regista e sceneggiatore italiano († 2016)
- 10 aprile - Karl Höfer, calciatore austriaco († 1990)
- 10 aprile - Eva Lang, poetessa, scrittrice e giornalista ungherese († 2013)
- 10 aprile - Bernard Moitessier, navigatore e scrittore francese († 1994)
- 10 aprile - Angelo Poffo, wrestler statunitense († 2010)
- 10 aprile - Dobromir Taškov, allenatore di calcio e calciatore bulgaro († 2017)
- 10 aprile - Harry Warburton, bobbista svizzero († 2005)
- 11 aprile - Ferruccio Achilli, calciatore italiano († 1990)
- 11 aprile - Gordy Giovanelli, canottiere statunitense († 2022)
- 11 aprile - Jurij Lituev, ostacolista sovietico († 2000)
- 11 aprile - Viola Liuzzo, attivista statunitense († 1965)
- 12 aprile - Alfred Beck, allenatore di calcio e calciatore tedesco († 1994)
- 12 aprile - Evelyn Berezin, ingegnera, inventrice e informatica statunitense († 2018)
- 12 aprile - Giuliano Biagetti, regista e sceneggiatore italiano († 1998)
- 12 aprile - Françoise Gouny, schermitrice francese († 2009)
- 12 aprile - Britt Lomond, attore e produttore televisivo statunitense († 2006)
- 12 aprile - Ken Chisholm, allenatore di calcio e calciatore scozzese († 1990)
- 13 aprile - Josve Aiazzi, alpinista italiano († 2010)
- 13 aprile - Pietro Bettoli, calciatore italiano († 2003)
- 13 aprile - Geneviève de Galard, infermiera francese († 2024)
- 13 aprile - Michael Halliday, linguista inglese († 2018)
- 13 aprile - Conrad Phillips, attore inglese († 2016)
- 13 aprile - Alfredo Rossi, imprenditore, produttore discografico e editore italiano († 2008)
- 13 aprile - Camille Wagner, calciatore lussemburghese († 2014)
- 14 aprile - Gene Ammons, sassofonista statunitense († 1974)
- 14 aprile - Edoardo Lucchina, fisarmonicista italiano († 2015)
- 14 aprile - Abel Muzorewa, politico zimbabwese († 2010)
- 14 aprile - Gustavo Olguín, pallanuotista e pittore messicano († 2018)
- 14 aprile - Jean Ollivier, illustratore e giornalista francese († 2005)
- 14 aprile - Pakubuwono XII, sovrano indonesiano († 2004)
- 14 aprile - Rod Steiger, attore statunitense († 2002)
- 15 aprile - Vincenzo Gagliardi, politico italiano († 1968)
- 15 aprile - Sergio Garrone, regista e sceneggiatore italiano († 2023)
- 15 aprile - Kerns Powers, ingegnere statunitense († 2010)
- 15 aprile - Betty Rosenquest Pratt, tennista statunitense († 2016)
- 15 aprile - Luigi Rum, partigiano e sindacalista italiano († 1977)
- 15 aprile - Zdeněk Růžička, ginnasta cecoslovacco († 2021)
- 15 aprile - Renato Squillante, giurista e magistrato italiano († 2017)
- 15 aprile - Zoja Stasjuk, cestista sovietica († 2014)
- 16 aprile - Salma Khadra Jayyusi, scrittrice, poetessa e critica letteraria giordana († 2023)
- 16 aprile - Walter Riedschy, calciatore tedesco († 2011)
- 17 aprile - Falco Accame, ammiraglio e politico italiano († 2021)
- 17 aprile - Carlo Di Palma, direttore della fotografia, regista e sceneggiatore italiano († 2004)
- 17 aprile - Alfonso Guadagni, militare e agente segreto italiano († 1944)
- 17 aprile - Erich Göstl, militare austriaco († 1990)
- 17 aprile - Jack Jones, pallanuotista britannico († 2016)
- 17 aprile - Arthur Larsen, tennista statunitense († 2012)
- 17 aprile - René Moawad, politico libanese († 1989)
- 17 aprile - Paolo Tilche, architetto, designer e conduttore televisivo italiano († 2002)
- 18 aprile - Bob Hastings, attore e doppiatore statunitense († 2014)
- 18 aprile - Bob Kaufman, poeta statunitense († 1986)
- 18 aprile - Marisa Musu, partigiana e giornalista italiana († 2002)
- 19 aprile - Gayle Bluth, cestista messicano († 2013)
- 19 aprile - Valerio Colotti, progettista italiano († 2008)
- 19 aprile - Maria Miccolis, politica italiana († 1998)
- 19 aprile - Hugh O'Brian, attore statunitense († 2016)
- 20 aprile - Italo Acconcia, allenatore di calcio e calciatore italiano († 1983)
- 20 aprile - Vincenzo Assennato, politico italiano († 1977)
- 20 aprile - Vinicio Brandani, ingegnere e astrologo italiano († 2023)
- 20 aprile - Roberto Coll, calciatore argentino († 2013)
- 20 aprile - Libereso Guglielmi, botanico italiano († 2016)
- 20 aprile - Giancarlo Sangregorio, scultore italiano († 2013)
- 20 aprile - Ernie Stautner, giocatore di football americano e allenatore di football americano tedesco († 2006)
- 21 aprile - Giulio Giovannini, alpinista italiano († 2005)
- 21 aprile - Alfred Kelbassa, calciatore tedesco occidentale († 1988)
- 21 aprile - Stefano Malacarne, calciatore italiano
- 21 aprile - Sibghatullah Mojaddedi, politico afghano († 2019)
- 21 aprile - Luigi Pellegrin, architetto italiano († 2001)
- 21 aprile - Carline Ray, musicista e cantante statunitense († 2013)
- 21 aprile - Marcello Venturi, scrittore e giornalista italiano († 2008)
- 22 aprile - George Cole, attore inglese († 2015)
- 22 aprile - Nedo Fiano, attivista e superstite dell'Olocausto italiano († 2020)
- 22 aprile - Sebastião Loureiro da Silva, calciatore portoghese
- 23 aprile - Robert W. Davies, storico britannico († 2021)
- 23 aprile - Finn Olav Gundelach, diplomatico e politico danese († 1981)
- 23 aprile - Sverre Haugli, pattinatore di velocità su ghiaccio norvegese († 1986)
- 23 aprile - Aida Ivanovna Manasarova, regista sovietico († 1986)
- 23 aprile - Jakob Nirschl, bobbista tedesco († 1997)
- 23 aprile - Franco Panizon, pediatra italiano († 2012)
- 24 aprile - Leslie Alcock, archeologo britannico († 2006)
- 24 aprile - Nikolaj Bujanov, militare e partigiano sovietico († 1944)
- 24 aprile - Faye Dancer, giocatrice di baseball statunitense († 2002)
- 24 aprile - Virginia Huston, attrice statunitense († 1981)
- 24 aprile - Franco Leccese, velocista italiano († 1992)
- 24 aprile - Ortensio da Spinetoli, presbitero e biblista italiano († 2015)
- 24 aprile - Eugen Weber, storico statunitense († 2007)
- 25 aprile - Janete Clair, autrice televisiva, sceneggiatrice e drammaturga brasiliana († 1983)
- 25 aprile - Jimmy Dickinson, allenatore di calcio e calciatore inglese († 1982)
- 25 aprile - Zofia Kielan-Jaworowska, paleontologa polacca († 2015)
- 25 aprile - Kay E. Kuter, attore e doppiatore statunitense († 2003)
- 25 aprile - Max Pécas, regista cinematografico, sceneggiatore e produttore cinematografico francese († 2003)
- 25 aprile - Alice Saunier-Seité, politica francese († 2003)
- 25 aprile - Vincenzo Toffano, partigiano italiano († 1944)
- 26 aprile - Vladimir Grigor'evič Boltjanskij, matematico sovietico († 2019)
- 26 aprile - Giovanni Bonanno, allenatore di calcio italiano († 2008)
- 26 aprile - Pauline Bowden, cestista statunitense († 2014)
- 26 aprile - Michele Ferrero, imprenditore italiano († 2015)
- 26 aprile - Jørgen Ingmann, cantante e musicista danese († 2015)
- 26 aprile - Kōshi Kurumizawa, scrittore giapponese († 1994)
- 26 aprile - Epifanio La Porta, politico e sindacalista italiano († 2012)
- 26 aprile - Wilma Lipp, soprano austriaco († 2019)
- 26 aprile - Ondina Peteani, operaia e partigiana italiana († 2003)
- 27 aprile - Brigitte Auber, attrice francese
- 27 aprile - François Châtelet, filosofo francese († 1985)
- 27 aprile - Luisa Conte, attrice teatrale italiana († 1994)
- 27 aprile - Folke Eriksson, pallanuotista svedese († 2008)
- 27 aprile - Benny Lai, giornalista e saggista italiano († 2013)
- 28 aprile - Luis Cruz, calciatore uruguaiano († 1998)
- 28 aprile - Bruce Kirby, attore statunitense († 2021)
- 28 aprile - Giuseppe Maffioli, autore televisivo, attore e gastronomo italiano († 1985)
- 28 aprile - Adelio Pagliarani, partigiano italiano († 1944)
- 28 aprile - Roger Williams Wescott, antropologo e linguista statunitense († 2000)
- 28 aprile - Amos Zanibelli, politico italiano († 1985)
- 29 aprile - Gianni Corsaro, marciatore italiano († 2006)
- 29 aprile - Colette Marchand, attrice, ballerina e coreografa francese († 2015)
- 29 aprile - Iwao Takamoto, regista, animatore e produttore televisivo statunitense († 2007)
- 30 aprile - Franco Bircher, architetto svizzero († 2005)
- 30 aprile - Leonid Brumberg, pianista russo († 2010)
- 30 aprile - Corinne Calvet, attrice francese († 2001)
- 30 aprile - Gabriele Calvi, psicologo, imprenditore e politico italiano († 2015)
- 30 aprile - Giulio Gaist, chirurgo italiano († 2007)
- 30 aprile - Johnny Horton, cantante statunitense († 1960)
- 30 aprile - Marisa Ombra, partigiana e scrittrice italiana († 2019)
- 30 aprile - Eduardo Rovira, musicista e compositore argentino († 1980)